# أرابونغاس
أرابونغاس هي بلدية في البرازيل، تتبع بارانا، بلغ عدد سكانها 104٬150  نسمة، في 2010، تبلغ مساحتها 382٫215 كيلومتر مربع، رمزها البريدي هو 86000-000.

## الموقع
تشترك في الحدود مع:
- Rolândia [الإنجليزية]‏
- أبوكارانا.

## أعلام
- دوغلاس مايا
- مايارا مورا
- فيكتور جولز
- ديوغو أنتونيس دي أوليفيرا
- روجر كارفالو